# Soile Isokoski
Soile Isokoski, née le 14 février 1957 à Posio (Finlande), est une chanteuse lyrique finlandaise de tessiture soprano.
Elle est une chanteuse d'opéra, de concert et de lieder.